# Марудур Гопалан Рамачандран
Марудур Гопалан Рамачандран (там. மருதூர் கோபாலன் இராமச்சந்திரன்; 17 января 1917, Канди, Британский Цейлон — 29 декабря 1987, Мадрас, Индия) — индийский актёр, кинорежиссёр
, сценарист, кинопродюсер, звезда тамильского кинематографа, политический и государственный деятель. Лидер АИАДМК, одной из двух ведущих региональных партий индийского штата Тамилнад (1988—1989). Главный министр (премьер-министр) штата Тамилнад (1977—1980, 1980—1987).

## Биография
Родился на острове Цейлон (ныне Шри-Ланка) в семье Мелаккатха Гопалана Менона и Марудур Сатьябхамы. В детстве воспитывался в индуистском духе на основе древних мифов. Впоследствии, перебравшись в Мадрас, получил начальное образование.
В 1936 году впервые снялся в кино — ленте режиссёра Эллиса Дунгана Sathi Leelavathi. После этого несколько лет снимался во второстепенных ролях, позже начал получать главные роли. Только в 1950 году произошёл его творческий прорыв в фильме Manthiri Kumari. Фильм 1954 года Malaikkallan сделал его суперзвездой, который после этого стал подписываться как М. Г. Рамачандран.
М. Г. Рамачандран считается фигурой номер один в истории тамильского кинематографа. Он сыграл главные роли во многих блокбастерах, включая первую цветную тамильскую кинокартину «Али-баба и сорок разбойников» (Alibabavum Narpathu Thirudargalum). Актёр находился на вершине тамильского кинематографа на протяжении сразу трёх десятилетий: в 1950-е, 1960-е и 1970-е годы. Снялся в около 150 кинофильмах на тамильском, малаялам и хинди. В качестве режиссёра поставил 4 фильма.
В 1960 году он был представлен к государственной награде Падма Шри, которую отказался получать поскольку текст был написан только на языке хинди и алфавите деванагари, который не используется в языках Южной Индии, относящихся к дравидийской языковой семье. В 1964 и 1969 году стал лауреатом премии Filmfare Awards South. В 1968 году — кинопремии штата Тамил-Наду. В 1971 году награждён Национальной кинопремией Индии.

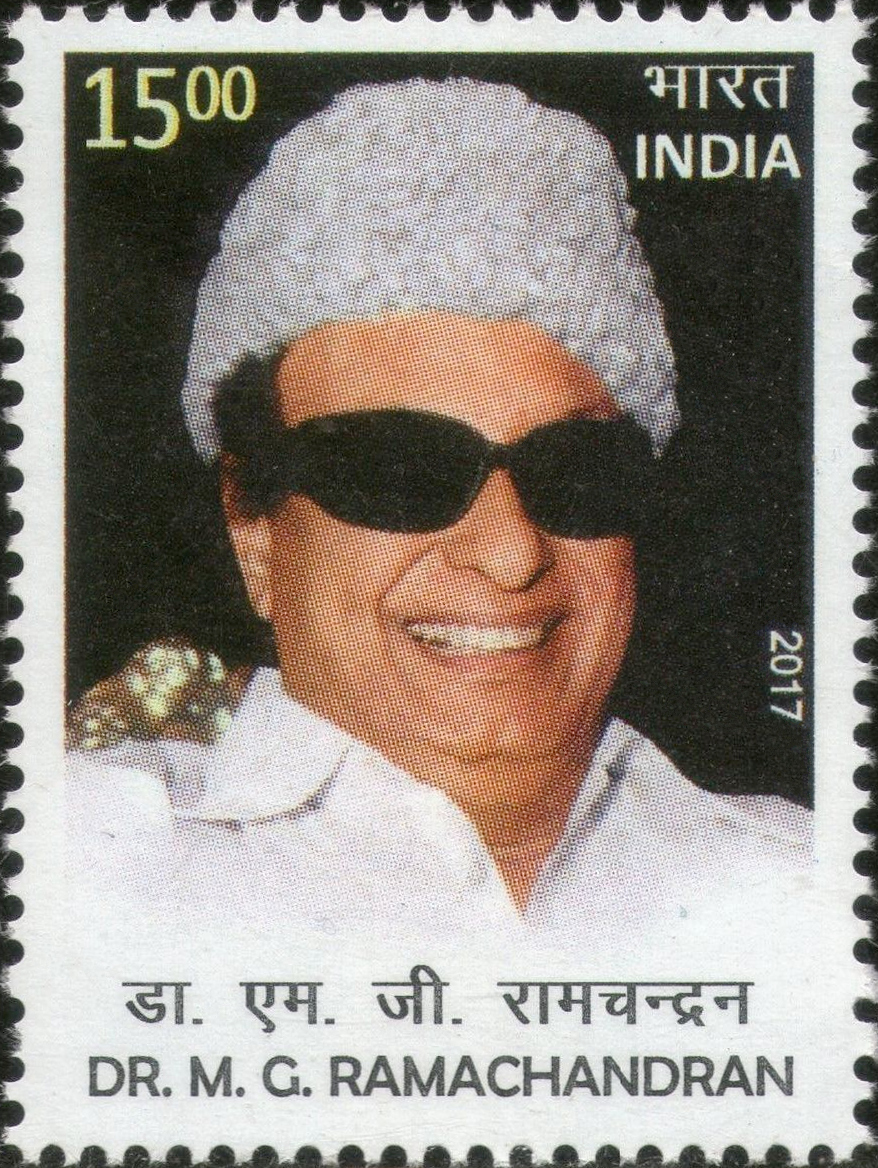

На волне популярности занялся политикой. В начале 1950-х был принят в Индийский национальный конгресс. В 1953 году стал членом партии Дравида муннетра кажагам, которая придерживалась идеологии тамильского национализма, выступала против «насильственного насаждения» хинди в южных штатах Индии. Был депутатом законодательного собрания штата, позднее дважды занимал пост главного министра штате Тамилнад. Благодаря собственной популярности, способствовал подъёму авторитета Дравида муннетра кажагам. В 1972 году из-за разногласий с её лидером вышел из партии, основав новую — АДМК (ДМК им. Аннадураи; позднее АИАДМК). Впервые АИАДМК пришла к власти в штате Тамилнад в 1977 году.
На протяжении 1980-х, по мере того как ухудшалось здоровье М. Г. Рамачандрана и степень его участия в делах партии снизилась, внутри АИАДМК усиливалась борьба между двумя группировками. В итоге, после смерти Рамачандрана в 1987 г, партия раскололась на две фракции, одну из которых возглавила вдова Рамачандрана Джанаки, а другую — его протеже и тоже бывшая кинозвезда Джаялалита. Большинство в парламенте Тамилнада оказалось за фракцией Джанаки Рамачандран, и она возглавила правительство штата.
В 1974 году получил почётную докторскую степень Университета Мадраса и Университета Аризоны (США).
Умер в декабре 1987 года от почечной недостаточности, осложненной сахарным диабетом, из-за которого имел проблемы со зрением. В 1988 году посмертно награждён высшей гражданской государственной наградой Индии — Бхарат Ратна.